# Guerrillers de Crist Rei
Guerrillers de Crist Rei (en castellà: Guerrilleros de Cristo Rey) va ser un grup paramilitar espanyol d'ideologia ultradretana que va actuar durant els anys 70. L'incident més notori en què el grup es va veure immers van ser els Fets de Montejurra.